# Tribunal de Grande Instance
Das Tribunal de Grande Instance (kurz TGI) ist ein Zivilgericht der ersten Instanz in Frankreich.

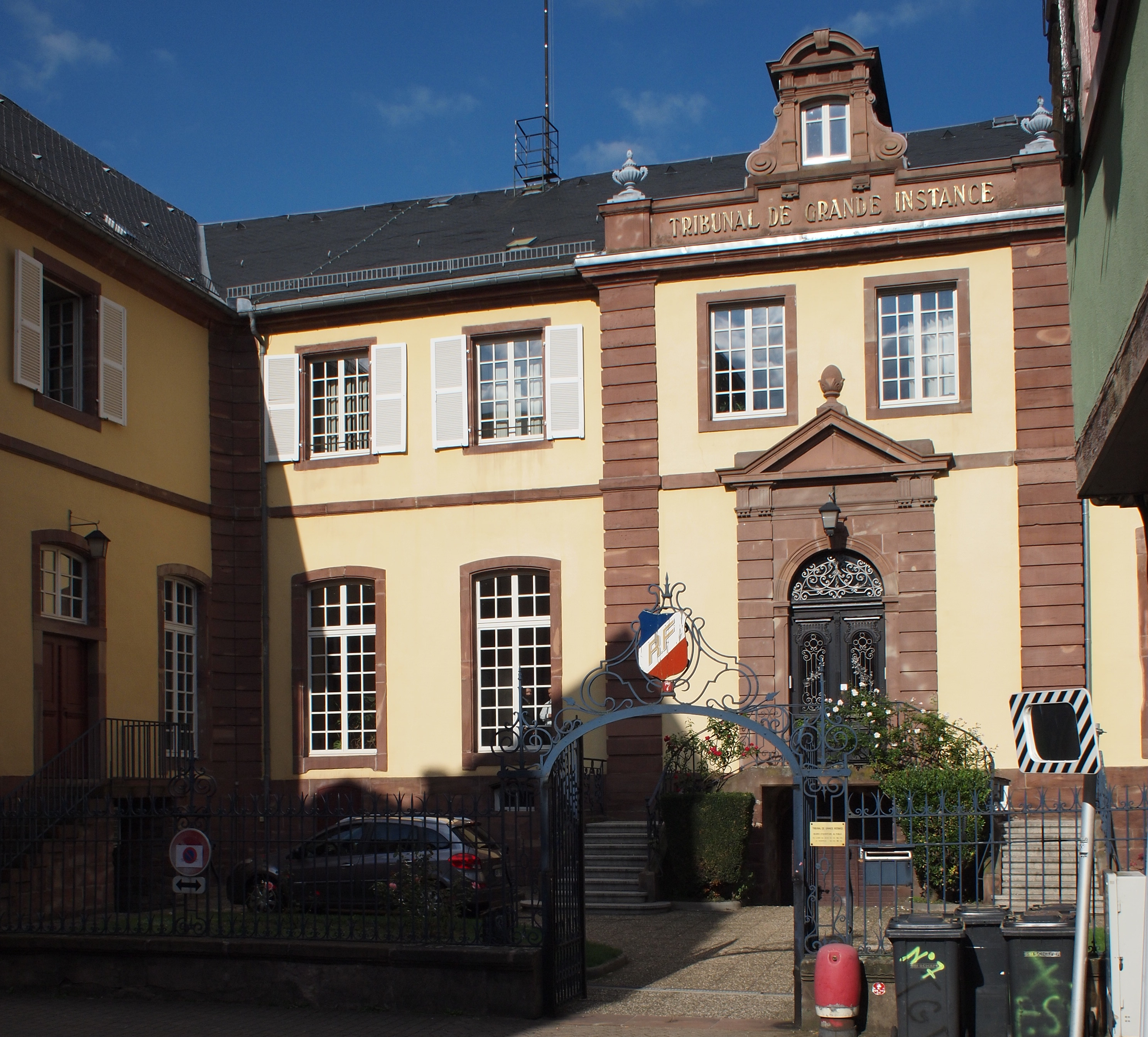
TGI in Saverne

Es ist vergleichbar dem deutschen Landgericht, hier werden Streitwerte über € 10.000 verhandelt. In Frankreich gibt es 161 Gerichte dieser Art, davon sieben in den französischen Überseegebieten. 
Die Gerichte beschäftigen zwei Arten von Richtern oder Beamten:
- Die Magistrats du siège oder magistrats assis sind mit Richtern in Deutschland vergleichbar. Sie übernehmen die Aufgabe von Präsidenten und Vizepräsidenten des Gerichts sowie die Rechtsprechung als gewöhnlicher Richter.
- Die Magistrats du parquet oder Magistrats debout übernehmen die Aufgabe des Staatsanwalts als Vertreter des Allgemeininteresses.